# Jejum de Angus Barbieri
O escocês Angus Barbieri (1939 – 7 de setembro de 1990) jejuou por 382 dias, de junho de 1965 a julho de 1966. Ele vivia de chá, café, água com gás e vitaminas enquanto morava em Tayport, Escócia, e frequentemente visitava o Hospital Maryfield para avaliação médica. Ele perdeu 276 libras (125 kg) e estabeleceu um recorde para a duração de um jejum.

## Jejum
Em 1965, Barbieri, então com 27 anos de Tayport, Escócia, deu entrada no Hospital Maryfield em Dundee. Inicialmente, apenas um jejum curto foi planejado, devido aos médicos acreditarem que os jejuns curtos eram preferíveis aos mais longos. Barbieri não acreditou neles, insistindo em continuar porque "se adaptou tão bem e estava ansioso para atingir seu peso 'ideal".:203 Durante 382 dias que terminaram em 11 de julho de 1966, ele consumiu apenas vitaminas, eletrólitos, uma quantidade não especificada de fermento (fonte de todos os aminoácidos essenciais) e bebidas zero calorias, como chá, café e água com gás, embora ocasionalmente consumisse pequenas quantidades de leite e/ou açúcar com as bebidas, principalmente nas últimas semanas do jejum. Ele parou de trabalhar na loja de peixe e batatas fritas de seu pai, que fechou durante o jejum. O peso inicial de Barbieri foi registrado em 456 libras (207 kg) e ele parou de jejuar quando atingiu seu peso ideal de 180 libras (82 kg). Após sua perda de peso, ele se mudou para Warwick e teve dois filhos, falecendo em setembro de 1990.

## Recorde
Na edição de 1971 do The Guinness Book of Records, o jejum de 382 dias de Barbieri foi reconhecido como o mais longo registrado.:203 Em 1973, Dennis Galer Goodwin entrou em greve de fome por 385 dias, mas foi alimentado à força durante este período. A partir de 2016, Barbieri mantém o recorde de jejum mais longo sem alimentos sólidos, de acordo com funcionários do Guinness. O Guinness não endossa mais oficialmente os registros relacionados ao jejum por medo de incentivar comportamentos inseguros.